# Clasica San Sebastián 2011
Clasica San Sebastián 2011 este ediția 30 a cursei clasice de ciclism Clasica San Sebastián. Cursă de o zi. S-a desfășurat pe data de 30 iulie 2011 pe distanța de 234 km.

## Rezultate
|    | Ciclist                 | Echipă             | Timp       |
| -- | ----------------------- | ------------------ | ---------- |
| 1  | Philippe Gilbert (BEL)  | Omega Pharma-Lotto | 5h 48' 52" |
| 2  | Carlos Barredo (ESP)    | Rabobank           | + 12"      |
| 3  | Greg Van Avermaet (BEL) | BMC Racing Team    | + 14"      |
| 4  | Joaquim Rodríguez (ESP) | Team Katusha       | + 14"      |
| 5  | Dries Devenyns (BEL)    | Quick Step         | + 14"      |
| 6  | Fränk Schleck (LUX)     | Leopard Trek       | + 14"      |
| 7  | Haimar Zubeldia (ESP)   | Team RadioShack    | + 14"      |
| 8  | Samuel Sánchez (ESP)    | Euskaltel-Euskadi  | + 14"      |
| 9  | Rigoberto Urán (COL)    | Team Sky           | + 14"      |
| 10 | Jelle Vanendert (BEL)   | Omega Pharma-Lotto | + 50"      |